# تاکدا نوبومیتسو
تاکدا نوبومیتسو (به ژاپنی: 武田 信満)؛ (مرگ ۲۲ فوریه ۱۴۱۷ – تولد نامشخص) یک سامورایی، شوگو-دایمیو در ولایت کای و ولایت آکی در اواخر دوره موروماچی، پسر تاکدا نوبوهارو بود. وی سیزدهمین رهبر خاندان خاندان کای گنجی و دهمین رهبر خاندان کای تاکدا بود. پسر ارشد او و رهبر بعدی خاندان تاکدا نوبوشیگه (۱۴۵۰-۱۳۸۶) بود.